# 능력 성숙도 모델
능력 성숙도 모델(capability maturity model, CMM)은 소프트웨어 개발 업체들의 업무능력평가 기준을 세우기 위한 평가 모형을 말한다. 1991년 미국 국방부의 의뢰를 받아 카네기멜론 대학이 만든 평가 모델이다. 소프트웨어 개발능력 측정 기준과 소프트웨어 개발 조직의 성숙도 수준을 평가한다. 이후 CMM은 능력 성숙도 통합 모델(CMMI)로 발전했다.

## 같이 보기
- 능력 성숙도 통합 모델(CMMI)